# 诺斯航空
诺斯航空（Norse Air）是一家南非的航空公司，服務客運和貨運的包機服務。樞紐機場為Lanseria機場。

## 歷史
航空公司成立於1992年，初時提供飛行服務於幾個國家，包括：南非、毛里裘斯、阿富汗。

## 機隊
Norse Air有以下機隊(2008年5月):
- 1 龐巴迪里爾 35
- 1 飛兆半導體都市23
- 1 灣流III
- 2 雷神比奇1900D
- 1 雷神比奇空中王200
- 5 薩博340A (兩架來自全國大區運輸,一架來自馬里航空,一架租賃給CTK，一架租賃給馬里航空快運)
- 3 薩博340B (一架來自阿拉伯天空連結一架來自布基納法索航空)

## 外部連結
- Norse Air官方網站
- Norse Air機隊

## 備註
1. 1 2  . 國際飛行. 2007-04-10: 56.